# Imburana (Ecoporanga)
Imburana é um distrito do município brasileiro de Ecoporanga, no interior do estado do Espírito Santo. Segundo o censo demográfico de 2022, realizado pelo Instituto Brasileiro de Geografia e Estatística (IBGE), sua população era de 1 014 habitantes e havia 399 domicílios particulares permanentes ocupados. Foi criado pela lei estadual nº 3.046 de 14 de maio de 1976 e está situado a 21 km da sede.
De acordo com o IBGE, em 2010 a população era de 1 088 habitantes e havia 497 domicílios particulares.

## Religião
Uma característica da localidade é a existência de dois cemitérios a cerca de 500 metros um do outro, sendo um usado pelos católicos e o outro pelos evangélicos. O mais antigo, já existente na década de 1940, foi criado pela Igreja Presbiteriana, que foi a primeira instituição religiosa a se instalar no povoamento. Posteriormente foi criado o outro que começou a ser usado pelas famílias católicas. Apesar dessa divisão, não há rixas entre as religiões no distrito, que possuía sete denominações religiosas instaladas em 2018: católicos, presbiterianos, batistas, adventistas, membros da Assembleia de Deus, da Igreja Cristã e da Maranata.